# Pius I
Pius I (ur. w Akwilei, zm. ok. 155 w Rzymie) – święty Kościoła katolickiego, 10. papież w okresie ok. 142 – ok. 155.

## Życiorys
Liber Pontificalis podaje, że urodził się w Akwilei, a jego ojcem był Rufin. Brat Piusa I, Hermas, był autorem apokryficznego dzieła nazwanego od jego imienia Pasterzem Hermasa.
Rządził Kościołem rzymskim przez 13 lat. Wystąpił przeciwko Walentynowi z Aleksandrii, gnostykowi, który od kilku lat działał w Rzymie. Wiele wskazuje na to, że w 144 roku przewodniczył synodowi, który usunął z Kościoła Marcjona z Pontu, zamożnego kupca. Marcjon nakłaniał prezbiterów do odrzucenia Starego Testamentu. Św. Pius I został uznany za fundatora rzymskiego kościoła św. Pudencjany.
Zmarł w Rzymie, a Kościół katolicki wspomina go jako męczennika 11 lipca.